# Kahramanmaraş (Provinz)
Kahramanmaraş (armenisch Մարաշ Marasch, kurdisch Gurgum oder Mereş) ist eine türkische Provinz und zählte im März 2021 geschätzte 1,176 Mio. Einwohner. Bis zum Ende des türkischen Unabhängigkeitskrieges hieß die Provinz nur Maraş. Als Anerkennung für ihren Widerstand erhielt sie den Beinamen Kahraman (Held) und heißt seit 1973 Kahramanmaraş.
Im Zuge einer Verwaltungsreform wurde 2013 die Provinz in eine Großstadtgemeinde (Büyükşehir belediyesi) umgewandelt, bei der alle Dörfer und alle Gemeinden (Belediye) in Mahalle überführt wurden. Die Kreise entsprachen nun den Stadtbezirken, der zentrale Landkreis (Merkez Ilçe) der Provinzhauptstadt wurde in zwei neue Kreise aufgeteilt.

## Geografie
Angefangen im Norden im Uhrzeigersinn hat Maraş folgende Nachbarprovinzen: Sivas, Malatya, Adıyaman, Gaziantep, Adana, Osmaniye und Kayseri.
Die Provinz Kahramanmaraş ist eine Binnenprovinz ohne Zugang zum Meer, gehört aber zur türkischen Mittelmeerregion. Der Bevölkerungsanteil betrug Ende 2020 10,86 Prozent, der Flächenanteil liegt bei etwa 16 Prozent.
Das Gelände ist bis 3000 m hoch und besteht aus Bergen des Taurusgebirges mit Ebenen dazwischen. Die Provinz hat viele Flüsse aber keine natürlichen Seen.

### Berge und Hochebenen
Berge nehmen mehr als die Hälfte der Provinzfläche ein. Die meisten Berge sind Ausläufer des Taurusgebirges. Mit 3081 m ist der Nurhak der höchste Berg der Provinz. Andere wichtige Berge oder Gebirge sind die Amanos Dağları (auch Nur Dağları oder Gavur Dağları), der Engizek Dağı (2815 m), der Ahır Dağı (2301 m), Binboğa Dağları (2942 m) und der Delihöbek Dağı (2338 m).
Die Hochebenen, die etwa ein Viertel der Fläche ausmachen, liegen mehr im Norden der Provinz in Höhen zwischen 1500 und 2000 m.

### Gewässer
Der wichtigste Fluss der Provinz ist der Ceyhan. Die gesamte Provinz wird von diesem Fluss entwässert. Der Ceyhan entspringt in einer Höhe von 2000 m im Landkreis Elbistan und fließt in Mäander-Form erst in südwestlicher Richtung und dann nach Süden, wo er sich beim Dorf Ortaklı mit dem Göksun-Bach vereint. Nachdem er an Größe zugenommen hat, durchfließt er viele Täler und verlässt die Provinzgrenzen im Südwesten. Ein anderer wichtiger Fluss ist der Aksu, der beim Engizek Dağı entspringt.
Der Sumpf Gavur Gölü wurde trockengelegt. Mit der Aufstauung des Aksu 1972 entstand der künstliche Kartalkaya-Stausee. Er hat ein Volumen von 195 Millionen m³ und bewässert etwa 27.000 Hektar Land.

## Verwaltung
Kahramanmaraş ist seit 2012 eine Großstadt (Büyükşehir belediyesi). Nach einer Verwaltungsreform 2013 ist das Gebiet der Großstadt mit dem der Provinz identisch, in jedem der İlçe (untergeordnete staatliche Verwaltungsbezirke) besteht eine namensgleiche Gemeinde, die jeweils dessen gesamtes Gebiet umfasst und die der Großstadtgemeinde zugeordnet ist. Alle anderen Gemeinden (Belediye) und alle Dörfer (Köy) in den İlçes wurden aufgelöst und ihr Gebiet der jeweiligen Zentralgemeinde des İlçe als Mahalle (Stadtviertel) zugeschlagen. In den 709 Mahalles ist der Muhtar der oberste Beamte. Der Gouverneur der Provinz (Vali) ist seitdem ein reiner Staatsbeamter, die Zuständigkeiten der früheren Provinzversammlung (İl meclisi), die unter seinem Vorsitz tagte, wurden auf die Großstadtkommune übertragen. Die elf staatlichen İlçe und die entsprechenden Gemeinden sind ebenso Stadtbezirke:
| Kreis- code 1    | Landkreis İlçe   | kurdischer Name | Fläche 2 (km²) | Bevölkerung am 31.12.2020 3 | Bevölkerung am 31.12.2020 3 | Bevölkerung am 31.12.2020 3 | Anzahl der Mahalle | Bevölke rungs dichte (Einw./km²) | Sex Ratio 4 Frauen auf 1000 Männer | Grün- dungs datum 5, 6 |
| Kreis- code 1    | Landkreis İlçe   | kurdischer Name | Fläche 2 (km²) | Gesamt                      | männlich                    | weiblich                    | Anzahl der Mahalle | Bevölke rungs dichte (Einw./km²) | Sex Ratio 4 Frauen auf 1000 Männer | Grün- dungs datum 5, 6 |
| ---------------- | ---------------- | --------------- | -------------- | --------------------------- | --------------------------- | --------------------------- | ------------------ | -------------------------------- | ---------------------------------- | ---------------------- |
| 1107             | Afşin            | Avşîn           | 1502           | 80.980                      | 41.061                      | 39.919                      | 66                 | 53,9                             | 972                                | 1944                   |
| 1136             | Andırın          | Dêrkolê         | 1202           | 32.377                      | 16.431                      | 15.946                      | 57                 | 26,9                             | 971                                |                        |
| 1785             | Çağlayancerit    | Cirîd           | 470            | 23.292                      | 11.960                      | 11.332                      | 17                 | 49,6                             | 948                                | 1987                   |
| 2084             | Dulkadiroğlu     | Zulqederoxlî    | 1176           | 223.277                     | 114.346                     | 108.931                     | 103                | 189,9                            | 953                                | 2012                   |
| 1919             | Ekinözü          | Celâ            | 656            | 10.988                      | 5.782                       | 5.206                       | 21                 | 16,8                             | 900                                | 1990                   |
| 1299             | Elbistan         | Albistan        | 2201           | 142.778                     | 72.710                      | 70.068                      | 93                 | 64,9                             | 964                                |                        |
| 1353             | Göksun           | Koksen          | 1942           | 52.136                      | 26.459                      | 25.677                      | 72                 | 26,9                             | 970                                |                        |
| 1975             | Nurhak           | Nurhax          | 1028           | 12.399                      | 6.400                       | 5.999                       | 15                 | 12,1                             | 937                                | 1990                   |
| 2085             | Onikişubat       |                 | 2429           | 441.681                     | 220.846                     | 220.835                     | 137                | 181,8                            | 1000                               | 2012                   |
| 1570             | Pazarcık         | Bazarcix        | 1253           | 69.686                      | 35.032                      | 34.654                      | 84                 | 55,6                             | 989                                |                        |
| 1694             | Türkoğlu         | Kirdoxlî        | 660            | 78.569                      | 41.893                      | 36.676                      | 44                 | 119,0                            | 876                                | 1960                   |
| 46 Kahramanmaraş | 46 Kahramanmaraş | Gurgum          | 14519          | 1.168.163                   | 592.920                     | 575.243                     | 709                | 80,5                             | 970                                |                        |

## Bevölkerung

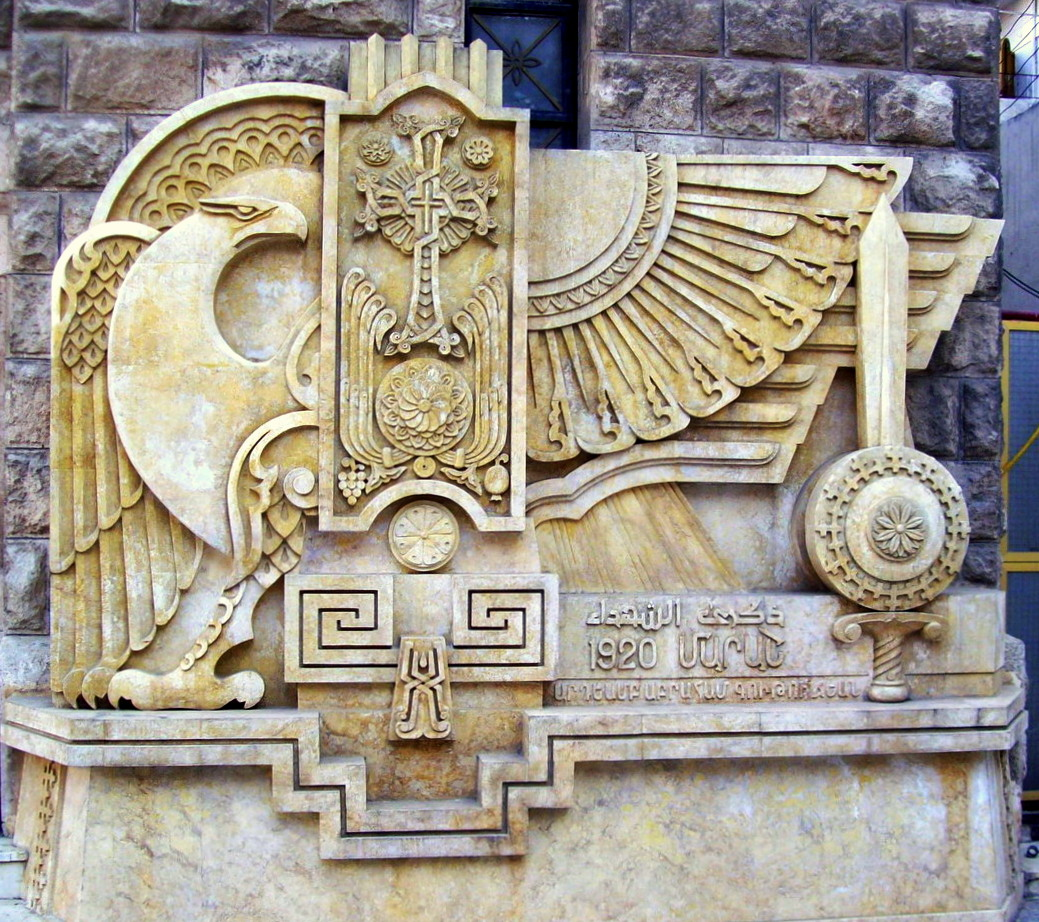
Monument im syrischen Aleppo für die armenischen Opfer in Marasch 1920, Surp-Kework-Kirche

Die Bevölkerung der Provinz Kahramanmaraş setzt sich mehrheitlich aus Türken zusammen. Die größte Minderheit mit 20 % stellen die Kurden dar. Die meisten Menschen sind sunnitischer Religionszugehörigkeit, daneben gibt es auch zahlreiche Aleviten, von denen allerdings viele nach dem Pogrom von Kahramanmaraş 1978 nach Adana ausgewandert sind. Bis zum Völkermord an den Armeniern ab 1915 gab es auch eine große armenische Gemeinde. Diejenigen Überlebenden des Völkermords, die nach Armenien flohen, gründeten in Jerewan das Stadtviertel Nork-Marasch.

### Jährliche Bevölkerungsentwicklung
Nachfolgende Tabelle zeigt die jährliche Bevölkerungsentwicklung nach der Fortschreibung durch das 2007 eingeführte adressierbare Einwohnerregister (ADNKS). Zusätzlich sind die Bevölkerungswachstumsrate und das Geschlechterverhältnis (Sex Ratio d. h. die rechnerisch ermittelte Anzahl der Frauen pro 1000 Männer) aufgeführt.

| Jahr | Bevölkerung am Jahresende | Bevölkerung am Jahresende | Bevölkerung am Jahresende | Wachstums- rate der Be- völkerung (in %) | Geschlechter verhältnis (Frauen auf 1000 Männer) | Rang (unter den 81 Provinzen) |
| Jahr | gesamt                    | männlich                  | weiblich                  | Wachstums- rate der Be- völkerung (in %) | Geschlechter verhältnis (Frauen auf 1000 Männer) | Rang (unter den 81 Provinzen) |
| ---- | ------------------------- | ------------------------- | ------------------------- | ---------------------------------------- | ------------------------------------------------ | ----------------------------- |
| 2020 | 1.168.163                 | 592.920                   | 575.243                   | 1,22                                     | 970                                              | 18                            |
| 2019 | 1.154.102                 | 586.616                   | 567.486                   | 0,81                                     | 967                                              | 18                            |
| 2018 | 1.144.851                 | 580.410                   | 564.441                   | 1,53                                     | 972                                              | 18                            |
| 2017 | 1.127.623                 | 572.111                   | 555.512                   | 1,35                                     | 971                                              | 18                            |
| 2016 | 1.112.634                 | 565.816                   | 546.818                   | 1,46                                     | 966                                              | 18                            |
| 2015 | 1.096.610                 | 556.607                   | 540.003                   | 0,70                                     | 970                                              | 18                            |
| 2014 | 1.089.038                 | 553.493                   | 535.545                   | 1,24                                     | 968                                              | 18                            |
| 2013 | 1.075.706                 | 546.943                   | 528.763                   | 1,18                                     | 967                                              | 18                            |
| 2012 | 1.063.174                 | 539.998                   | 523.176                   | 0,85                                     | 969                                              | 18                            |
| 2011 | 1.054.210                 | 534.845                   | 519.365                   | 0,90                                     | 971                                              | 18                            |
| 2010 | 1.044.816                 | 528.711                   | 516.105                   | 0,71                                     | 976                                              | 18                            |
| 2009 | 1.037.491                 | 526.401                   | 511.090                   | 0,80                                     | 971                                              | 18                            |
| 2008 | 1.029.298                 | 521.728                   | 507.570                   | 2,48                                     | 973                                              | 18                            |
| 2007 | 1.004.414                 | 506.711                   | 497.703                   | 0,00                                     | 982                                              | 18                            |

### Volkszählungsergebnisse
Nachfolgende Tabellen geben den bei den 15 Volkszählungen dokumentierten Einwohnerstand der Provinz Kahramanmaraş wieder. Die Werte der linken Tabelle entstammen E-Books (der Originaldokumente) entnommen, die Werte der rechten Tabelle basieren aus der Datenabfrage des Türkischen Statistikinstituts TÜIK
| Jahr | Bevölkerung am Zensustag | Bevölkerung am Zensustag | jährl. Wachs- tumsrate in % | R a n g |
| Jahr | Türkei                   | Provinz Kahramanmaraş    | Provinz Kahramanmaraş       | R a n g |
| ---- | ------------------------ | ------------------------ | --------------------------- | ------- |
| 1927 | 13.648.270               | 186.855                  |                             | 33      |
| 1935 | 16.158.018               | 188.877                  | 2,30                        | 41      |
| 1940 | 17.820.950               | 202.073                  | 2,06                        | 43      |
| 1945 | 18.790.174               | 261.550                  | 1,09                        | 35      |
| 1950 | 20.947.188               | 288.843                  | 2,30                        | 37      |
| 1955 | 24.064.763               | 336.797                  | 2,98                        | 31      |
| 1960 | 27.754.820               | 389.857                  | 3,07                        | 31      |

| Jahr | Bevölkerung am Zensustag | Bevölkerung am Zensustag | jährl. Wachs- tumsrate in % | R a n g |
| Jahr | Türkei                   | Provinz Kahramanmaraş    | Provinz Kahramanmaraş       | R a n g |
| ---- | ------------------------ | ------------------------ | --------------------------- | ------- |
| 1965 | 31.391.421               | 438.423                  | 2,49                        | 30      |
| 1970 | 35.605.176               | 528.982                  | 4,13                        | 26      |
| 1975 | 40.347.719               | 641.480                  | 4,25                        | 22      |
| 1980 | 44.736.957               | 738.032                  | 3,01                        | 19      |
| 1985 | 50.664.458               | 840.472                  | 2,78                        | 18      |
| 1990 | 56.473.035               | 892.952                  | 1,25                        | 19      |
| 2000 | 67.803.927               | 1.002.384                | 1,23                        | 18      |

Anzahl der Provinzen bezogen auf die Censusjahre:
- 1927, 1940 bis 1950: 63 Provinzen
- 1935: 57 Provinzen
- 1955: 67 Provinzen
- 1960 bis 1985: 73 Provinzen
- 1990: 73 Provinzen
- 2000: 81 Provinzen

### Detaillierte Volkszählungsergebnisse
| Jahr | Gesamtbevölkerung | Gesamtbevölkerung | Gesamtbevölkerung | Stadtbevölkerung | Stadtbevölkerung | Stadtbevölkerung | Stadtbevölkerung | Landbevölkerung | Landbevölkerung | Landbevölkerung | Landbevölkerung |
| Jahr | Gesamt            | männlich          | weiblich          | Gesamt           | %                | männlich         | weiblich         | Gesamt          | %               | männlich        | weiblich        |
| ---- | ----------------- | ----------------- | ----------------- | ---------------- | ---------------- | ---------------- | ---------------- | --------------- | --------------- | --------------- | --------------- |
| 1927 | 184.958           | 92.676            | 92.282            | 36.343           | 19,65            | 19.124           | 17.219           | 148615          | 80,35           | 73.552          | 75.063          |
| 1935 | 188.877           | 95.029            | 93.848            | 39.343           | 20,83            | 19.785           | 19.558           | 149534          | 79,17           | 75.244          | 74.290          |
| 1940 | 202.073           | 101.701           | 100.372           | 38.470           | 19,04            | 19.949           | 18.521           | 163603          | 80,96           | 81.752          | 81.851          |
| 1945 | 261.550           | 133.126           | 128.424           | 49.491           | 18,92            | 25.575           | 23.916           | 212059          | 81,08           | 107.551         | 104.508         |
| 1950 | 288.843           | Keine Angaben     | Keine Angaben     | 54.000           | 18,70            | Keine Angaben    | Keine Angaben    | 234843          | 81,30           | Keine Angaben   | Keine Angaben   |
| 1955 | 336.797           | 172.568           | 164.229           | 66.963           | 19,88            | 35.419           | 31.544           | 269834          | 80,12           | 137.149         | 132.685         |
| 1960 | 389.857           | 197.607           | 192.250           | 85.828           | 22,02            | 44.077           | 41.751           | 304029          | 77,98           | 153.530         | 150.499         |
| 1965 | 438.423           | 222.104           | 216.319           | 105.090          | 23,97            | 54.938           | 50.152           | 333333          | 76,03           | 167.166         | 166.167         |
| 1970 | 528.982           | 266.819           | 262.163           | 165.056          | 31,20            | 87.503           | 77.553           | 363926          | 68,80           | 179.316         | 184.610         |
| 1975 | 641.480           | 330.443           | 311.037           | 220.710          | 34,41            | 117.725          | 102.985          | 420770          | 65,59           | 212.718         | 208.052         |
| 1980 | 738.032           | 377.607           | 360.425           | 281.382          | 38,13            | 148.550          | 132.832          | 456650          | 61,87           | 229.057         | 227.593         |
| 1985 | 840.472           | 426.554           | 413.918           | 342.428          | 40,74            | 179.244          | 163.184          | 498044          | 59,26           | 247.310         | 250.734         |
| 1990 | 892.952           | 450.243           | 442.709           | 407.215          | 45,60            | 210.156          | 197.059          | 485737          | 54,40           | 240.087         | 245.650         |
| 2000 | 1.002.384         | 510.662           | 491.722           | 536.007          | 53,47            | 277.087          | 258.920          | 466377          | 46,53           | 233.575         | 232.802         |

## Verkehr
Durch eine Nebenlinie ist Maraş mit der Zugstrecke Adana–Malatya verbunden. Eine Landstraße führt über Türkoglu zur Autobahn O-52 von Adana nach Gaziantep. Außerdem verfügt Kahramanmaraş über einen Flughafen, der 5 km von der Stadt entfernt ist und der DHMI gehört.

## Sonstiges
Die Spezialität der Region ist das Speiseeis Maraş Dondurması, das traditionell aus Ziegenmilch und dem Schnee des Bergs Ahır Dağı zubereitet wird. Dieses Eis hat eine elastische, kaugummiartige Konsistenz, bis es schmilzt. Es kam ins Guinness-Buch der Rekorde, als man es von Elektrizitätsmast zu Elektrizitätsmast spannte oder es an Busse anfror und diese dann über das Eis mit einem Kran hoch hob.
Weitere Spezialitäten sind Maraş Içli Köfte (Bulgur-Taschen gefüllt mit Walnuss und Fleisch), Eksili Çorbasi (eine salzig-saure Suppe, mit vielen Kräutern) und Maraş Tarhanasi. Dieser in Platten getrocknete Weizenteig mit Joghurt kann pur oder geröstet gegessen, aber auch in Suppe verarbeitet werden. Auch die Suppe Kelle paça aus weichem Fleisch wird in der Provinz zubereitet. Der rote scharfe Chili aus Maraş sowie Fıstık Ezmesi (eine Süßspeise aus Pistazien-Püree) sind ebenfalls bekannt.

## Sehenswürdigkeiten
Im Zentrum der Provinzhauptstadt liegt eine mittelalterliche Zitadelle über der Stadt. Südlich davon, am Azerbaycan Bulvarı, befindet sich ein archäologisches Museum mit einer Sammlung hethitischer Skulpturen aus der Region. Zudem gibt es einige Moscheen, darunter die Ulu Cami aus dem 15. Jahrhundert sowie Hatuniye und Beyazit aus der osmanischen Epoche, Koranschulen, von denen besonders die Taş Medresesi aus dem 15. Jahrhundert erwähnenswert ist, und alte Kirchen zu sehen. Des Weiteren hat die Provinz einen Stausee, mehrere Almen mit Seen, Quellen, Wasserfällen und Tropfsteinhöhlen.
Im Bezirk Afşin wurde 2009 am Ufer des Hurman Çayı die späthethitische Felsinschrift von Tanır aus dem 9. oder 8. Jahrhundert v. Chr. entdeckt.

## Persönlichkeiten
- Temel Karamollaoğlu (* 1941), Politiker
- Tufan Kıraç (* 1972), Rockmusiker
- Fatma Kurtulan (* 1964), Abgeordnete
- Mahzuni Şerif (1940–2002), Sänger, Liederschreiber